# Natação no Campeonato Mundial de Esportes Aquáticos de 2024 - 200 m peito feminino

A prova dos 200 metros peito feminino da natação no Campeonato Mundial de Esportes Aquáticos de 2024 foi realizada nos dias 15 e 16 de fevereiro de 2024 em Doha, no Catar.

## Formato da competição
A competição consiste em três rodadas: eliminatórias, semifinais e final. As nadadoras com os 16 melhores tempos nas baterias preliminares avançam as semifinais. Já as nadadoras com os 8 melhores tempos nas semifinais avançam a final. Desempates (swim-offs) são utilizados conforme necessário para quebrar os empates de avanço a próxima rodada.

## Cronograma
Todos os horários estão na hora local (UTC+3).
| Data            | Hora  | Evento        |
| --------------- | ----- | ------------- |
| 15 de fevereiro | 10:11 | Eliminatórias |
| 15 de fevereiro | 20:19 | Semifinais    |
| 16 de fevereiro | 19:49 | Final         |

## Recordes
Antes desta competição, os recordes mundiais e do campeonato nesta prova eram os seguintes:
| Tipo                  | Atleta                | Tempo     | Local     | Data                |
| --------------------- | --------------------- | --------- | --------- | ------------------- |
|                       | Evgeniia Chikunova    | 2m 17s 55 | Kazan     | 21 de abril de 2023 |
| Recorde do campeonato | Rikke Møller Pedersen | 2m 19s 11 | Barcelona | 1 de agosto de 2013 |

## Medalhistas
| Ouro                         | Prata                          | Bronze                  |
| Tes Schouten · Países Baixos | Kate Douglass · Estados Unidos | Sydney Pickrem · Canadá |

## Resultados

### Eliminatórias
Esses foram os resultados das eliminatórias. A prova foi realizada no dia 15 de fevereiro com início às 10:11.
| Pos. | Bateria | Raia | Nadadora             | Nacionalidade                 | Tempo   | Notas |
| ---- | ------- | ---- | -------------------- | ----------------------------- | ------- | ----- |
| 1    | 4       | 4    | Kate Douglass        | Estados Unidos                | 2:24.15 | Q     |
| 2    | 2       | 6    | Mona McSharry        | Irlanda                       | 2:24.82 | Q     |
| 3    | 2       | 4    | Kotryna Teterevkova  | Lituânia                      | 2:25.09 | Q     |
| 4    | 4       | 5    | Sydney Pickrem       | Canadá                        | 2:25.18 | Q     |
| 5    | 3       | 4    | Tes Schouten         | Países Baixos                 | 2:25.90 | Q     |
| 6    | 4       | 3    | Francesca Fangio     | Itália                        | 2:26.01 | Q     |
| 7    | 4       | 6    | Gabrielle Assis      | Brasil                        | 2:26.28 | Q     |
| 8    | 1       | 3    | Alina Zmushka        | Atletas Independentes Neutros | 2:26.31 | Q     |
| 9    | 3       | 3    | Kristýna Horská      | Chéquia                       | 2:26.71 | Q     |
| 10   | 2       | 5    | Letitia Sim          | Singapura                     | 2:27.08 | Q     |
| 11   | 2       | 3    | Lisa Mamié           | Suíça                         | 2:27.42 | Q     |
| 12   | 2       | 7    | Nayara Pineda        | Espanha                       | 2:27.45 | Q     |
| 13   | 2       | 2    | Ana Blažević         | Croácia                       | 2:27.51 | Q     |
| 14   | 3       | 7    | Moon Su-a            | Coreia do Sul                 | 2:27.53 | Q     |
| 15   | 4       | 1    | Eleni Kontogeorgou   | Grécia                        | 2:28.53 | Q     |
| 16   | 2       | 1    | Melissa Rodríguez    | México                        | 2:28.90 | Q     |
| 17   | 4       | 7    | Macarena Ceballos    | Argentina                     | 2:28.94 |       |
| 18   | 4       | 2    | Grace Palmer         | Bélgica                       | 2:29.03 |       |
| 19   | 3       | 2    | Sara Franceschi      | Itália                        | 2:30.01 |       |
| 20   | 2       | 8    | Emily Santos         | Panamá                        | 2:31.36 |       |
| 21   | 3       | 1    | Nikoleta Trníková    | Eslováquia                    | 2:31.52 |       |
| 22   | 3       | 5    | Abbey Harkin         | Austrália                     | 2:31.93 |       |
| 23   | 3       | 8    | Ida Hulkko           | Finlândia                     | 2:33.27 |       |
| 24   | 1       | 5    | Stephanie Iannaccone | Guatemala                     | 2:33.77 |       |
| 25   | 4       | 0    | Lam Hoi Kiu          | Hong Kong                     | 2:36.19 |       |
| 26   | 3       | 0    | Nadia Tudo           | Andorra                       | 2:37.70 |       |
| 27   | 4       | 9    | Tara Aloul           | Jordânia                      | 2:43.10 |       |
| 28   | 2       | 0    | Kelera Mudunasoko    | Fiji                          | 2:46.29 |       |
| 29   | 1       | 4    | Maria Batallones     | Marianas Setentrionais        | 2:54.73 |       |
| –    | 3       | 6    | Sophie Hansson       | Suécia                        | DNS     | DNS   |
| –    | 4       | 8    | Martina Bukvić       | Sérvia                        | DNS     | DNS   |

### Semifinais
Esses foram os resultados das semifinais. A prova foi realizada no dia 15 de fevereiro com início às 20:19.
| Pos. | Bateria | Raia | Nadadora            | Nacionalidade                 | Tempo   | Notas  |
| ---- | ------- | ---- | ------------------- | ----------------------------- | ------- | ------ |
| 1    | 2       | 3    | Tes Schouten        | Países Baixos                 | 2:21.50 | Q,     |
| 2    | 2       | 4    | Kate Douglass       | Estados Unidos                | 2:23.17 | Q      |
| 3    | 1       | 5    | Sydney Pickrem      | Canadá                        | 2:23.77 | Q      |
| 4    | 1       | 6    | Alina Zmushka       | Atletas Independentes Neutros | 2:24.14 | Q,     |
| 5    | 2       | 7    | Lisa Mamié          | Suíça                         | 2:24.62 | Q      |
| 6    | 2       | 5    | Kotryna Teterevkova | Lituânia                      | 2:24.69 | Q, RET |
| 7    | 1       | 4    | Mona McSharry       | Irlanda                       | 2:25.13 | Q      |
| 8    | 2       | 2    | Kristýna Horská     | Chéquia                       | 2:25.34 | Q      |
| 9    | 2       | 6    | Gabrielle Assis     | Brasil                        | 2:25.62 | Q      |
| 10   | 1       | 3    | Francesca Fangio    | Itália                        | 2:26.39 |        |
| 11   | 1       | 1    | Moon Su-a           | Coreia do Sul                 | 2:26.76 |        |
| 12   | 1       | 2    | Letitia Sim         | Singapura                     | 2:27.04 |        |
| 13   | 2       | 8    | Eleni Kontogeorgou  | Grécia                        | 2:28.14 |        |
| 14   | 2       | 1    | Ana Blažević        | Croácia                       | 2:28.48 |        |
| 15   | 1       | 8    | Melissa Rodríguez   | México                        | 2:29.18 |        |
| 16   | 1       | 7    | Nayara Pineda       | Espanha                       | 2:29.74 |        |

### Final
A final foi realizada em 16 de fevereiro às 19:49.
| Pos.              | Raia | Nadadora        | Nacionalidade                 | Tempo   | Notas            |
| ----------------- | ---- | --------------- | ----------------------------- | ------- | ---------------- |
| Medalha de ouro   | 4    | Tes Schouten    | Países Baixos                 | 2:19.81 | Recorde nacional |
| Medalha de prata  | 5    | Kate Douglass   | Estados Unidos                | 2:20.91 |                  |
| Medalha de bronze | 3    | Sydney Pickrem  | Canadá                        | 2:22.94 |                  |
| 4                 | 6    | Alina Zmushka   | Atletas Independentes Neutros | 2:24.44 |                  |
| 5                 | 1    | Mona McSharry   | Irlanda                       | 2:24.89 |                  |
| 6                 | 8    | Kristýna Horská | Chéquia                       | 2:25.34 |                  |
| 7                 | 7    | Gabrielle Assis | Brasil                        | 2:25.66 |                  |
| 8                 | 2    | Lisa Mamié      | Suíça                         | 2:26.23 |                  |

Legenda
| Recorde mundial       | Recorde mundial (World record)               |                       | Recorde africano                      | Recorde africano (African) |                                           | Q | Classificado por posição (Qualified) |
| Recorde do campeonato | Recorde do campeonato (Championship record)  | Recorde da América    | Recorde da América (Americas)         | q                          | Classificado por melhor tempo (Qualified) |   |                                      |
| Melhor marca do ano   | Melhor marca do ano (World leading)          | Recorde asiático      | Recorde asiático (Asian)              | DNS                        | Não largou (Did not start)                |   |                                      |
| Recorde nacional      | Recorde nacional (National record)           | Recorde europeu       | Recorde europeu (European)            | DNF                        | Não terminou (Did not finish)             |   |                                      |
| Recorde pessoal       | Recorde pessoal do atleta (Personal best)    | Recorde da Oceania    | Recorde da Oceania (Oceania)          | DSQ / DQ                   | Desclassificado (Disqualified)            |   |                                      |
| Recorde da temporada  | Recorde da temporada do atleta (Season best) | Recorde sul-americano | Recorde sul-americano (South America) | NM                         | Sem marca (No mark)                       |   |                                      |